# Забрама
Забрама (рос. Забрама) — селище в Климівському районі Брянської області Російської Федерації.
Населення становить 27 осіб. Входить до складу муніципального утворення Каменськохуторське сільське поселення.

## Історія
Населений пункт розташований у межах українського етно-культурного регіону Стародубщини.
Від 2005 року входить до складу муніципального утворення Каменськохуторське сільське поселення.

## Населення
| 1926 | 2010 | 2013 |
| ---- | ---- | ---- |
| 250  | ↘33  | ↘27  |